# Балтагулов, Тюрегельди Балтагулович
Тюрегельди Балтагулович Балтагулов (кирг. Төрөгелди Балтагул уулу Балтагулов; 1920, с. Кош-Алмурут, Туркестанская АССР, РСФСР — 16 февраля 1966, Фрунзе, Киргизская ССР, СССР) — советский киргизский государственный, партийный и хозяйственный деятель.

## Биография
Родился в 1920 году в селе Кош-Алмурут (ныне село в составе Ала-Букинского района Джалал-Абадской области Кыргызстана), в крестьянской семье.
Член ВКП(б) с 1941.
- 1938—1938 — секретарь редакции Караванской районной газеты «Колхоз Джолу» Джалал-Абадской области Киргизской ССР
- 1938—1939 — студент учительского института, гор. Фрунзе
- 1939—1940 — директор и учитель Бала-Саринской неполной средней школы, Кировский район Фрунзенской области Киргизской ССР
- 1940—1940 — студент учительского института, гор. Фрунзе
- 1940—1940 — директор и учитель Кош-Алмурутской неполной средней школы, Алабукинской район Джалал-Абадской области Киргизской ССР
- 1940—1941 — инспектор по школам Алабукинского районного отдела народного образования Джалал-Абадской области Киргизской ССР
- 1941—1942 — заведующий Алабукинским районным отделом народного образования Джалал-Абадской области Киргизской ССР
- 1942—1943 — заместитель заведующего отделом пропаганды и агитации, заведующий организационно-инструкторским отделом Алабукинского райкома КП(б) Киргизии Джалал-Абадской области
- 1943—1946 — секретарь Джалал-Абадского обкома ЛКСМ Киргизии по пропаганде и агитации
- 1946—1948 — первый секретарь Джалал-Абадского обкома ЛКСМ Киргизии
- 1948—1949 — заведующий административным отделом Джалал-Абадского обкома КП(б) Киргизии
- 1949—1952 — слушатель Высшей партийной школы при ЦК ВКП(б), г. Москва
- 1952—1954 — секретарь Ошского обкома КП Киргизской ССР
- 1954—1955 — председатель исполкома Ошского областного Совета депутатов трудящихся
- 1955—1959 — первый секретарь Джалал-Абадского обкома КП Киргизской ССР
- 1959—1960 — председатель исполкома Ошского областного Совета депутатов трудящихся (в связи с объединением Ошской и Джала-Абадской областей)
- 1960—1962 — первый секретарь Ошского обкома КП Киргизской ССР
- 1962—1966 — председатель Киргизского республиканского Совета профсоюзов.

Избирался депутатом Верховного совета Киргизской ССР 2-го и 4-го созывов, депутатом Верховного Совета СССР 5-го и 6-го созывов. Начиная с VIII съезда Компартии Киргизии, постоянно избирался членом ЦК КП Киргизской ССР, с 1963 года являлся кандидатом в члены Президиума ЦК КП Киргизской ССР. На XII съезде КП Киргизской ССР избирался делегатом XXII съезда КПСС. На XIII съезде профсоюзов СССР избран членом ВЦСПС.
Умер во Фрунзе в 1966 году.

## Награды и звания
- орден Ленина
- три ордена «Знак Почёта»
- пять медалей СССР.

## Память
Именем Тюрегельди Балтагулова названы
- улицы в Бишкеке и Джалал-Абаде.
- средняя школа № 1 в районном центре Ала-Бука Джалал-Абадской области.
- сельская управа (айыл окмоту) в Ала-Букинском районе Джалал-Абадской области.